# Christian Casadesus
Christian Casadesus (* 26. Dezember 1912 in Paris; † 6. März 2014 in Villeneuve-Saint-Georges) war ein französischer Schauspieler und Theaterdirektor.

## Leben
Die Eltern von Christian Casadesus waren der Komponist Henri Casadesus (1879–1947) und Marie-Louise Beetz. Seine Schwester war die Schauspielerin Gisèle Casadesus (1914–2017). 
Christian begann seine Karriere in den 1930er Jahren beim Film und spielte später auch Theater. Nach der Mobilisierung im Zweiten Weltkrieg im Jahre 1939/40, wo er auch Theater (u. a. Shakespeare) spielte, wurde er 1954 Direktor am Théâtre de l’Ambigu-Comique in Paris.

## Filmografie (Auswahl)
- 1930: Le capitaine jaune
- 1932: Coups de roulis
- 1932: Hôtel des étudiants
- 1933: Rothchild
- 1933: L'étoile de Valencia
- 1954: Versailles – Könige und Frauen (Si Versailles m'était conté)

## Theater (Auswahl)
- 1937 Les Borgia, famille étrange d'André Josset, mise en scène René Rocher,  Théâtre du Vieux-Colombier